# Ватерполо за мушкарце на Летњим олимпијским играма 2016.
27. олимпијски турнир у ватерполу за мушкарце одржан је у оквиру Летњих олимпијских игара 2016. у Рио де Жанеиру у периоду од 6. августа до 20. августа на базенима Марија Ленк и Олимпијског стадиона за водене спортове у Олимпијском парку.
Учествовало је 12 репрезентација у почетку подељених у две групе са по 6 екипа. Сваки тим је имао максимално 13 пријављених играча. Одигране су укупно 42 утакмице, од чега чак 30 у групној фази такмичења. Бранилац титуле из Лондона је била селекција Хрватске.
Прву олимпијску титулу након осамостаљења освојила је репрезентација Србије која је у финалу победила Хрватску са 11:7, док је треће место освојила репрезентација Италија која је победила Црну Гору са 12:10.

## Учесници
| Репрезентација   | Квалификација                   | Последње учешће             | Најбољи пласмани                                       |
| ---------------- | ------------------------------- | --------------------------- | ------------------------------------------------------ |
| Аустралија       | Океанија                        | Лондон 2012: 7. место       | 5. место (1984, 1992)                                  |
| Хрватска         | 2. место на СП 2015.            | Лондон 2012: 1. место       | (2012)                                                 |
| Бразил           | Домаћин турнира                 | Лос Анђелес 1984: 12. место | 12. место (1984)                                       |
| Грчка            | 3. место на СП 2015.            | Лондон 2012: 9. место       | 4. место (2004)                                        |
| Италија          | 2. на светским квалификацијама  | Лондон 2012: 2. место       | (1948, 1960, 1992)                                     |
| Француска        | 4. на светским квалификацијама  | Барселона 1992: 11. место   | (1924)                                                 |
| Црна Гора        | 2. место на ЕП 2016.            | Лондон 2012: 4. место       | 4. место (2008), (2012)                                |
| Јапан            | 1. на азијским квалификацијама  | Лос Анђелес 1984: 11. место | 4. место (1932)                                        |
| Србија           | 1. на СЛ 2015.                  | Лондон 2012: Бронза         | (2008), (2012)                                         |
| Шпанија          | 3. на светским квалификацијама  | Лондон 2012: 6. место       | (1996)                                                 |
| Сједињене Државе | 1. на панамеричким играма 2015. | Лондон 2012: 8. место       | (1904)                                                 |
| Мађарска         | 1. на светским квалификацијама  | Лондон 2012: 5. место       | (1932, 1936, 1952, 1956, 1964, 1976, 2000, 2004, 2008) |

## Групна фаза
Жреб за групну фазу такмичења одржан је 10. априла 2016. У групној фази игра се системом свако са сваким, а четири најбоље екипе из сваке групе обезбедиле су пролаз у четвртфинале (нокаут фазу).

### Група А
| 6. август 2016. 09:00 | Србија                                               | 13 : 13 | Мађарска    | Марија Ленк Судије: Адријан Александреску (РУМ), Радослав Коризна (ПОЉ) |
| 6. август 2016. 09:00 | Резултати по четвртинама: 3 - 5, 3 - 4, 3 - 2, 4 - 2 |         |             | Марија Ленк Судије: Адријан Александреску (РУМ), Радослав Коризна (ПОЉ) |
| 6. август 2016. 09:00 | Филиповић 3                                          | Стрелци | Хошњански 3 | Марија Ленк Судије: Адријан Александреску (РУМ), Радослав Коризна (ПОЉ) |

| 6. август 2016. 13:00 | Грчка                                         | 8 : 7   | Јапан        | Марија Ленк Судије: Сергеј Наумов (РУС), Станко Ивановски (ЦГ) |
| 6. август 2016. 13:00 | Резултати по четвртинама: 2-2, 2-1, 0- 4, 4-0 |         |              | Марија Ленк Судије: Сергеј Наумов (РУС), Станко Ивановски (ЦГ) |
| 6. август 2016. 13:00 | Влахопулос 3                                  | Стрелци | три играча 2 | Марија Ленк Судије: Сергеј Наумов (РУС), Станко Ивановски (ЦГ) |

| 6. август 2016. 20:50 | Бразил                                       | 8 : 7   | Аустралија        | Марија Ленк Судије: Филипо Гомез (ИТА), Франческ Бух (ШПА) |
| 6. август 2016. 20:50 | Резултати по четвртинама: 3-2, 2-1, 2-2, 1-2 |         |                   | Марија Ленк Судије: Филипо Гомез (ИТА), Франческ Бух (ШПА) |
| 6. август 2016. 20:50 | Делгадо 3                                    | Стрелци | Кембел, Котерил 2 | Марија Ленк Судије: Филипо Гомез (ИТА), Франческ Бух (ШПА) |

| 8. август 09:00 | Србија                                       | 9 : 9   | Грчка      | Марија Ленк Судије: Марк Коганов (АЗЕ), Жозеф Пеља (САД) |
| 8. август 09:00 | Резултати по четвртинама: 1-2, 0-2, 4-3, 4-2 |         |            | Марија Ленк Судије: Марк Коганов (АЗЕ), Жозеф Пеља (САД) |
| 8. август 09:00 | Филиповић 2                                  | Стрелци | Фунтулис 4 | Марија Ленк Судије: Марк Коганов (АЗЕ), Жозеф Пеља (САД) |

| 8. август 13:00 | Мађарска                                     | 9 : 9   | Аустралија | Марија Ленк Судије: Борис Маргета (СЛО), Филипо Гомез (ИТА) |
| 8. август 13:00 | Резултати по четвртинама: 4-3, 2-2, 1-3, 2-1 |         |            | Марија Ленк Судије: Борис Маргета (СЛО), Филипо Гомез (ИТА) |
| 8. август 13:00 | три играча 2                                 | Стрелци | Кембел 4   | Марија Ленк Судије: Борис Маргета (СЛО), Филипо Гомез (ИТА) |

| 8. август 19:30 | Јапан                                        | 8 : 16  | Бразил  | Марија Ленк Судије: Ненад Периш (ХРВ), Франчес Бух (ШПА) |
| 8. август 19:30 | Резултати по четвртинама: 2-5, 1-3, 4-4, 1-4 |         |         | Марија Ленк Судије: Ненад Периш (ХРВ), Франчес Бух (ШПА) |
| 8. август 19:30 | три играча 2                                 | Стрелци | Врлић 5 | Марија Ленк Судије: Ненад Периш (ХРВ), Франчес Бух (ШПА) |

| 10. август 09:00 | Аустралија                                   | 8 : 6   | Јапан          | Марија Ленк Судије: Франчес Бух (ШПА), Жозеф Пеља (САД) |
| 10. август 09:00 | Резултати по четвртинама: 1-2, 2-1, 3-2, 2-1 |         |                | Марија Ленк Судије: Франчес Бух (ШПА), Жозеф Пеља (САД) |
| 10. август 09:00 | Кајес 2                                      | Стрелци | Окава, Такеи 2 | Марија Ленк Судије: Франчес Бух (ШПА), Жозеф Пеља (САД) |

| 10. август 10:20 | Грчка                                        | 8 : 8   | Мађарска   | Марија Ленк Судије: Ненад Периш (ХРВ), Марк Коганов (АЗЕ) |
| 10. август 10:20 | Резултати по четвртинама: 1-2, 1-1, 4-2, 2-3 |         |            | Марија Ленк Судије: Ненад Периш (ХРВ), Марк Коганов (АЗЕ) |
| 10. август 10:20 | Укуманов 2                                   | Стрелци | Фунтулис 5 | Марија Ленк Судије: Ненад Периш (ХРВ), Марк Коганов (АЗЕ) |

| 10. август 20:50 | Бразил                                       | 6 : 5   | Србија          | Марија Ленк Судије: Бенџамин Мерсие (ФРА), Ни Ши Веј (КИН) |
| 10. август 20:50 | Резултати по четвртинама: 0-2, 3-1, 2-0, 1-2 |         |                 | Марија Ленк Судије: Бенџамин Мерсие (ФРА), Ни Ши Веј (КИН) |
| 10. август 20:50 | Врлић 2                                      | Стрелци | пет играча по 1 | Марија Ленк Судије: Бенџамин Мерсие (ФРА), Ни Ши Веј (КИН) |

| 12. август 09:00 | Мађарска                                     | 17 : 7  | Јапан   | Марија Ленк Судије: Станко Ивановски (МАК), Масуд Ризвани (ИРН) |
| 12. август 09:00 | Резултати по четвртинама: 5-1, 6-2, 2-2, 4-2 |         |         | Марија Ленк Судије: Станко Ивановски (МАК), Масуд Ризвани (ИРН) |
| 12. август 09:00 | Киш 5                                        | Стрелци | Такеи 3 | Марија Ленк Судије: Станко Ивановски (МАК), Масуд Ризвани (ИРН) |

| 12. август 19:30 | Грчка                                        | 9 : 4   | Бразил  | Марија Ленк Судије: Борис Маргате (СЛО), Сергеј Наумов (РУС) |
| 12. август 19:30 | Резултати по четвртинама: 3-1, 1-1, 3-2, 2-0 |         |         | Марија Ленк Судије: Борис Маргате (СЛО), Сергеј Наумов (РУС) |
| 12. август 19:30 | три играча 2                                 | Стрелци | Силва 2 | Марија Ленк Судије: Борис Маргате (СЛО), Сергеј Наумов (РУС) |

| 12. август 22:10 | Србија                                       | 10 : 8  | Аустралија | Марија Ленк Судије: Адријан Александреску (РУМ), Франчес Бух (ШПА) |
| 12. август 22:10 | Резултати по четвртинама: 2-2, 2-3, 2-1, 4-2 |         |            | Марија Ленк Судије: Адријан Александреску (РУМ), Франчес Бух (ШПА) |
| 12. август 22:10 | три играча по 2                              | Стрелци | Котерил 2  | Марија Ленк Судије: Адријан Александреску (РУМ), Франчес Бух (ШПА) |

| 14. август 14:10 | Аустралија                                   | 12 : 7  | Грчка      | Олимпијски стадион Судије: Филипо Гомез (ИТА), Жозеф Пеља (САД) |
| 14. август 14:10 | Резултати по четвртинама: 5-3, 5-1, 0-1, 2-2 |         |            | Олимпијски стадион Судије: Филипо Гомез (ИТА), Жозеф Пеља (САД) |
| 14. август 14:10 | Котерил, Ховден 3                            | Стрелци | Фунтулис 3 | Олимпијски стадион Судије: Филипо Гомез (ИТА), Жозеф Пеља (САД) |

| 14. август 19:30 | Србија                                       | 12 : 8  | Јапан   | Олимпијски стадион Судије: Ненад Периш (ХРВ), Бенџамин Мерсије (ФРА) |
| 14. август 19:30 | Резултати по четвртинама: 2-5, 3-0, 4-2, 3-1 |         |         | Олимпијски стадион Судије: Ненад Периш (ХРВ), Бенџамин Мерсије (ФРА) |
| 14. август 19:30 | Филиповић 6                                  | Стрелци | Такеи 5 | Олимпијски стадион Судије: Ненад Периш (ХРВ), Бенџамин Мерсије (ФРА) |

| 14. август 20:50 | Бразил                                       | 6 : 10  | Мађарска        | Олимпијски стадион Судије: Франчес Бух (ШПА), Станко Ивановски (ЦГ) |
| 14. август 20:50 | Резултати по четвртинама: 0-3, 1-2, 3-3, 2-2 |         |                 | Олимпијски стадион Судије: Франчес Бух (ШПА), Станко Ивановски (ЦГ) |
| 14. август 20:50 | Гомес, Пероне 2                              | Стрелци | три играча по 2 | Олимпијски стадион Судије: Франчес Бух (ШПА), Станко Ивановски (ЦГ) |

| Репрезентација | ОУ | П | Н | И | ДГ | ПГ | РГ  | Бод |
| -------------- | -- | - | - | - | -- | -- | --- | --- |
| Мађарска       | 5  | 2 | 3 | 0 | 57 | 43 | +14 | 7   |
| Грчка          | 5  | 2 | 2 | 1 | 41 | 40 | +1  | 6   |
| Бразил         | 5  | 3 | 0 | 1 | 40 | 39 | +1  | 6   |
| Србија         | 5  | 2 | 2 | 1 | 49 | 44 | +5  | 6   |
| Аустралија     | 5  | 2 | 1 | 2 | 44 | 40 | +4  | 5   |
| Јапан          | 5  | 0 | 0 | 5 | 36 | 61 | -25 | 0   |

### Група Б
| 6. август 2016. 10:20 | Сједињене Државе                                     | 5 : 7   | Хрватска         | Марија Ленк Судије: Борис МАргета (СЛО), Данијел Флахив (АУС) |
| 6. август 2016. 10:20 | Резултати по четвртинама: 2 - 2, 1 - 1, 1 - 2, 1 - 2 |         |                  | Марија Ленк Судије: Борис МАргета (СЛО), Данијел Флахив (АУС) |
| 6. август 2016. 10:20 | Азеведо 2                                            | Стрелци | Јоковић, Шетка 2 | Марија Ленк Судије: Борис МАргета (СЛО), Данијел Флахив (АУС) |

| 6. август 2016. 11:40 | Шпанија                                       | 8 : 9   | Италија           | Марија Ленк Судије: Војин Путниковић (СРБ), Георгиос Ставридис (ГРЧ) |
| 6. август 2016. 11:40 | Резултати по четвртинама: 3-2, 2-1, 1- 2, 2-4 |         |                   | Марија Ленк Судије: Војин Путниковић (СРБ), Георгиос Ставридис (ГРЧ) |
| 6. август 2016. 11:40 | Молина 3                                      | Стрелци | Фиљоли, Прешути 2 | Марија Ленк Судије: Војин Путниковић (СРБ), Георгиос Ставридис (ГРЧ) |

| 6. август 2016. 19:30 | Француска                                    | 4 : 7   | Црна Гора | Марија Ленк Судије: Марк Коганов (АЗЕ), Петер Молнар (МАЂ) |
| 6. август 2016. 19:30 | Резултати по четвртинама: 0-2, 0-3, 1-0, 3-2 |         |           | Марија Ленк Судије: Марк Коганов (АЗЕ), Петер Молнар (МАЂ) |
| 6. август 2016. 19:30 | четири играча по 1                           | Стрелци | Радовић 3 | Марија Ленк Судије: Марк Коганов (АЗЕ), Петер Молнар (МАЂ) |

| 8. август 10:20 | Италија                                      | 11 : 8  | Француска       | Марија Ленк Судије: Радослав Коризна (ПОЉ), Сергеј Наумов (РУС) |
| 8. август 10:20 | Резултати по четвртинама: 4-3, 4-1, 1-2, 2-2 |         |                 | Марија Ленк Судије: Радослав Коризна (ПОЉ), Сергеј Наумов (РУС) |
| 8. август 10:20 | Аикарди 4                                    | Стрелци | три играча по 2 | Марија Ленк Судије: Радослав Коризна (ПОЉ), Сергеј Наумов (РУС) |

| 8. август 11:40 | Сједињене Државе                             | 9 : 10  | Шпанија   | Марија Ленк Судије: Борис Маргета (СЛО), Филипо Гомез (ИТА) |
| 8. август 11:40 | Резултати по четвртинама: 2-4, 3-1, 2-3, 2-2 |         |           | Марија Ленк Судије: Борис Маргета (СЛО), Филипо Гомез (ИТА) |
| 8. август 11:40 | Бонани 4                                     | Стрелци | Ешенике 3 | Марија Ленк Судије: Борис Маргета (СЛО), Филипо Гомез (ИТА) |

| 8. август 20:50 | Хрватска                                     | 8 : 7   | Црна Гора          | Марија Ленк Судије: Георгиос Ставридис (ГРЧ), Данијел Флахив (АУС) |
| 8. август 20:50 | Резултати по четвртинама: 2-2, 2-1, 1-2, 3-2 |         |                    | Марија Ленк Судије: Георгиос Ставридис (ГРЧ), Данијел Флахив (АУС) |
| 8. август 20:50 | три играча по 2                              | Стрелци | Бргуљан, Јановић 2 | Марија Ленк Судије: Георгиос Ставридис (ГРЧ), Данијел Флахив (АУС) |

| 10. август 11:40 | Француска                                    | 3 : 6   | Сједињене Државе | Марија Ленк Судије: Франчес Бух (ШПА), Жозеф Пеља (САД) |
| 10. август 11:40 | Резултати по четвртинама: 1-1, 0-4, 0-0, 2-1 |         |                  | Марија Ленк Судије: Франчес Бух (ШПА), Жозеф Пеља (САД) |
| 10. август 11:40 | три играча по 1                              | Стрелци | Самјуелс 3       | Марија Ленк Судије: Франчес Бух (ШПА), Жозеф Пеља (САД) |

| 10. август 13:00 | Црна Гора                                    | 5 : 6   | Италија      | Марија Ленк Судије: Петер Молнар (МАЂ), Георгиос Ставридис (ГРЧ) |
| 10. август 13:00 | Резултати по четвртинама: 1-2, 1-1, 0-1, 3-2 |         |              | Марија Ленк Судије: Петер Молнар (МАЂ), Георгиос Ставридис (ГРЧ) |
| 10. август 13:00 | Бргуљан 2                                    | Стрелци | Ди Фулвиио 3 | Марија Ленк Судије: Петер Молнар (МАЂ), Георгиос Ставридис (ГРЧ) |

| 10. август 20:50 | Шпанија                                       | 9 : 4   | Хрватска           | Марија Ленк Судије: Борис Маргета (СЛО), Радослав Коризна (ПОЉ) |
| 10. август 20:50 | 'Резултати по четвртинама: 2-0, 2-1, 1-2, 4-1 |         |                    | Марија Ленк Судије: Борис Маргета (СЛО), Радослав Коризна (ПОЉ) |
| 10. август 20:50 | Ехенике 4                                     | Стрелци | четири играча по 1 | Марија Ленк Судије: Борис Маргета (СЛО), Радослав Коризна (ПОЉ) |

| 12. август 10:20 | Хрватска                                     | 10 : 7  | Италија | Марија Ленк Судије: Марк Коганов (АЗЕ), Данијел Флахиве (АУС) |
| 12. август 10:20 | Резултати по четвртинама: 1-1, 4-3, 3-2, 2-1 |         |         | Марија Ленк Судије: Марк Коганов (АЗЕ), Данијел Флахиве (АУС) |
| 12. август 10:20 | Сукно 5                                      | Стрелци | Гало 2  | Марија Ленк Судије: Марк Коганов (АЗЕ), Данијел Флахиве (АУС) |

| 12. август 11:40 | Сједињене Државе                             | 5 : 8   | Црна Гора | Марија Ленк Судије: Радослав Коризна (ПОЉ), Данијел Флахиве (АУС) |
| 12. август 11:40 | Резултати по четвртинама: 1-2, 0-0, 2-2, 2-4 |         |           | Марија Ленк Судије: Радослав Коризна (ПОЉ), Данијел Флахиве (АУС) |
| 12. август 11:40 | Самјуелс 2                                   | Стрелци | Бргуљан 2 | Марија Ленк Судије: Радослав Коризна (ПОЉ), Данијел Флахиве (АУС) |

| 12. август 20:50 | Шпанија                                      | 10 : 4  | Француска | Марија Ленк Судије: Фабио Тофоли (БРА), Петер Молнар (МАЂ) |
| 12. август 20:50 | Резултати по четвртинама: 3-1, 3-0, 1-1, 3-2 |         |           | Марија Ленк Судије: Фабио Тофоли (БРА), Петер Молнар (МАЂ) |
| 12. август 20:50 | Гонзало 3                                    | Стрелци | Уго 2     | Марија Ленк Судије: Фабио Тофоли (БРА), Петер Молнар (МАЂ) |

| 14. август 12:50 | Црна Гора                                    | 9 : 9   | Шпанија  | Олимпијски стадион Судије: Сергеј Наумов (РУС), Радослав Коризна (ПОЉ) |
| 14. август 12:50 | Резултати по четвртинама: 2-2, 3-2, 2-4, 2-1 |         |          | Олимпијски стадион Судије: Сергеј Наумов (РУС), Радослав Коризна (ПОЉ) |
| 14. август 12:50 | три играча по 2                              | Стрелци | Молина 2 | Олимпијски стадион Судије: Сергеј Наумов (РУС), Радослав Коризна (ПОЉ) |

| 14. август 15:30 | Сједињене Државе                             | 10 : 7  | Италија             | Олимпијски стадион Судије: Борис Маргета (СЛО), Војин Путниковић (СРБ) |
| 14. август 15:30 | Резултати по четвртинама: 2-4, 3-2, 3-1, 2-0 |         |                     | Олимпијски стадион Судије: Борис Маргета (СЛО), Војин Путниковић (СРБ) |
| 14. август 15:30 | четири играча по 2                           | Стрелци | Ди Фулвио, Фиљоли 2 | Олимпијски стадион Судије: Борис Маргета (СЛО), Војин Путниковић (СРБ) |

| 14. август 16:50 | Француска                                    | 9 : 8   | Хрватска | Олимпијски стадион Судије: Ни Ши Веи (КИН), Хатем Габер (ЕГИ) |
| 14. август 16:50 | Резултати по четвртинама: 3-2, 3-3, 2-1, 1-2 |         |          | Олимпијски стадион Судије: Ни Ши Веи (КИН), Хатем Габер (ЕГИ) |
| 14. август 16:50 | Марзуки 3                                    | Стрелци | Сукно 3  | Олимпијски стадион Судије: Ни Ши Веи (КИН), Хатем Габер (ЕГИ) |

| Репрезентација | ОУ | П | Н | И | ДГ | ПГ | РГ  | Бод |
| -------------- | -- | - | - | - | -- | -- | --- | --- |
| Шпанија        | 5  | 3 | 1 | 1 | 46 | 35 | +11 | 7   |
| Хрватска       | 5  | 3 | 0 | 2 | 37 | 37 | 0   | 6   |
| Италија        | 5  | 3 | 0 | 2 | 40 | 41 | -1  | 6   |
| Црна Гора      | 5  | 2 | 1 | 2 | 36 | 32 | +4  | 5   |
| САД            | 5  | 2 | 0 | 3 | 35 | 35 | 0   | 4   |
| Француска      | 5  | 0 | 0 | 4 | 28 | 42 | -14 | 2   |

## Елиминациона фаза
|  | Четвртфинале       | Четвртфинале       |                    |    | Полуфинале  | Полуфинале  |  |  | Финале | Финале |
|  |                    |                    |                    |    |             |             |  |  |        |        |
|  | 16. август - 11:00 |                    |                    |    |             |             |  |  |        |        |
|  |                    |                    |                    |    |             |             |  |  |        |        |
|  | Мађарска           | 9 (2)              |                    |    |             |             |  |  |        |        |
|  | Мађарска           | 9 (2)              | 18. август - 12:20 |    |             |             |  |  |        |        |
|  | Црна Гора          | 9 (4)              |                    |    |             |             |  |  |        |        |
|  | Црна Гора          | 9 (4)              | Црна Гора          | 8  |             |             |  |  |        |        |
|  | 16. август - 12:20 |                    | Црна Гора          | 8  |             |             |  |  |        |        |
|  |                    | Хрватска           | 12                 |    |             |             |  |  |        |        |
|  | Бразил             | Хрватска           | 12                 | 6  |             |             |  |  |        |        |
|  | Бразил             |                    | 20. август - 13:00 | 6  |             |             |  |  |        |        |
|  | Хрватска           | 10                 |                    |    |             |             |  |  |        |        |
|  | Хрватска           | 10                 | Хрватска           | 7  |             |             |  |  |        |        |
|  | 16. август - 15:10 |                    | Хрватска           | 7  |             |             |  |  |        |        |
|  |                    | Србија             | 11                 |    |             |             |  |  |        |        |
|  | Грчка              | Србија             | 11                 | 5  |             |             |  |  |        |        |
|  | Грчка              | 18. август - 16:30 |                    | 5  |             |             |  |  |        |        |
|  | Италија            | 9                  |                    |    |             |             |  |  |        |        |
|  | Италија            | 9                  | Италија            | 8  |             |             |  |  |        |        |
|  | 16. август - 16:30 |                    | Италија            | 8  |             |             |  |  |        |        |
|  |                    | Србија             | 10                 |    | Треће место | Треће место |  |  |        |        |
|  | Србија             | Србија             | 10                 | 10 | Треће место | Треће место |  |  |        |        |
|  | Србија             |                    | 20. август - 17:50 | 10 |             |             |  |  |        |        |
|  | Шпанија            | 7                  |                    |    |             |             |  |  |        |        |
|  | Шпанија            | 7                  | Црна Гора          | 10 |             |             |  |  |        |        |
|  |                    |                    |                    |    |             |             |  |  |        |        |
|  | Италија            | 12                 |                    |    |             |             |  |  |        |        |
|  | Италија            | 12                 |                    |    |             |             |  |  |        |        |

Полуфинале од петог до осмог места
|  | Полуфинале         | Полуфинале |                    |    | Финале | Финале |
|  |                    |            |                    |    |        |        |
|  | 18. август - 11:00 |            |                    |    |        |        |
|  |                    |            |                    |    |        |        |
|  | Мађарска           | 13         |                    |    |        |        |
|  | Мађарска           | 13         | 20. август - 11:40 |    |        |        |
|  | Бразил             | 4          |                    |    |        |        |
|  | Бразил             | 4          | Мађарска           | 12 |        |        |
|  | 18. август - 15:10 |            | Мађарска           | 12 |        |        |
|  |                    | Грчка      | 10                 |    |        |        |
|  | Грчка              | Грчка      | 10                 | 9  |        |        |
|  | Грчка              |            |                    | 9  |        |        |
|  | Шпанија            | 7          |                    |    |        |        |
|  | Шпанија            | 7          | Треће место        |    |        |        |
|  |                    |            |                    |    |        |        |
|  | 20. август - 16:30 |            |                    |    |        |        |
|  |                    |            |                    |    |        |        |
|  | Бразил             | 8          |                    |    |        |        |
|  | Бразил             | 8          |                    |    |        |        |
|  | Шпанија            | 9          |                    |    |        |        |

### Четврфинале
| 16. август 2016. 11:00 | Мађарска                                                          | 9 (2) : 9 (4) | Црна Гора | Олимпијски стадион Судије: Марк Коганов (АЗЕ), Жозеф Пеља (САД) |
| 16. август 2016. 11:00 | Резултати по четвртинама: 1–2, 2–3, 3–3, 3–1 Продужетак: пен. 2-4 |               |           | Олимпијски стадион Судије: Марк Коганов (АЗЕ), Жозеф Пеља (САД) |
| 16. август 2016. 11:00 | Ердељи, Вамос 3                                                   | Стрелци       | Ивовић 3  | Олимпијски стадион Судије: Марк Коганов (АЗЕ), Жозеф Пеља (САД) |

| 16. август 2016. 12:20 | Србија                                       | 10 : 7  | Шпанија  | Олимпијски стадион Судије: Радослав Корижна (ПОЛ), Данијел Флахив (АУС) |
| 16. август 2016. 12:20 | Резултати по четвртинама: 3–1, 4–2, 0–2, 3–2 |         |          | Олимпијски стадион Судије: Радослав Корижна (ПОЛ), Данијел Флахив (АУС) |
| 16. август 2016. 12:20 | Мандић 4                                     | Стрелци | Молина 3 | Олимпијски стадион Судије: Радослав Корижна (ПОЛ), Данијел Флахив (АУС) |

| 16. август 2016. 15:10 | Бразил                                       | 6 : 10  | Хрватска           | Олимпијски стадион Судије: Адријан Александрешку (РУМ), Бенџамин Мерсије (ФРА) |
| 16. август 2016. 15:10 | Резултати по четвртинама: 2–3, 1-4, 3-1, 0-1 |         |                    | Олимпијски стадион Судије: Адријан Александрешку (РУМ), Бенџамин Мерсије (ФРА) |
| 16. август 2016. 15:10 | Гомес 3                                      | Стрелци | Гарсија, Јоковић 3 | Олимпијски стадион Судије: Адријан Александрешку (РУМ), Бенџамин Мерсије (ФРА) |

| 16. август 2016. 16:30 | Грчка                                        | 5 : 9   | Италија  | Олимпијски стадион Судије: Сергеј Наумов (РУС), Борис Маргета (СЛО) |
| 16. август 2016. 16:30 | Резултати по четвртинама: 0-2, 2-2, 1-2, 2-3 |         |          | Олимпијски стадион Судије: Сергеј Наумов (РУС), Борис Маргета (СЛО) |
| 16. август 2016. 16:30 | Фунтулис, Моурикис 2                         | Стрелци | Фиљоли 3 | Олимпијски стадион Судије: Сергеј Наумов (РУС), Борис Маргета (СЛО) |

### Полуфинале од петог до осмог места
| 18. август 2016. 11:00 | Мађарска                                     | 13 : 4  | Бразил | Олимпијски стадион Судије: Филипо Гомез (ИТА), Масуд Резвани (ИРа) |
| 18. август 2016. 11:00 | Резултати по четвртинама: 4-1, 3-0, 4-3, 2-0 |         |        | Олимпијски стадион Судије: Филипо Гомез (ИТА), Масуд Резвани (ИРа) |
| 18. август 2016. 11:00 | Ердељи 4                                     | Стрелци | Бах 2  | Олимпијски стадион Судије: Филипо Гомез (ИТА), Масуд Резвани (ИРа) |

| 18. август 2016. 15:10 | Грчка                                        | 9 : 7   | Шпанија  | Олимпијски стадион Судије: Борис Маргета (СЛО), Ненад Периш (ХРВ) |
| 18. август 2016. 15:10 | Резултати по четвртинама: 1-0, 2-1, 4-3, 2-3 |         |          | Олимпијски стадион Судије: Борис Маргета (СЛО), Ненад Периш (ХРВ) |
| 18. август 2016. 15:10 | Афрудакис, Мурикис 2                         | Стрелци | Молина 4 | Олимпијски стадион Судије: Борис Маргета (СЛО), Ненад Периш (ХРВ) |

### Полуфинале
| 18. август 2016. 12:20 | Црна Гора                                    | 8 : 12  | Хрватска | Олимпијски стадион Судије: Адријан Александрешку (РУМ), Жозеф Пеља (САД) |
| 18. август 2016. 12:20 | Резултати по четвртинама: 3-4, 2-3, 1-1, 2-4 |         |          | Олимпијски стадион Судије: Адријан Александрешку (РУМ), Жозеф Пеља (САД) |
| 18. август 2016. 12:20 | Ивовић, Бргуљан 3                            | Стрелци | Бушље 4  | Олимпијски стадион Судије: Адријан Александрешку (РУМ), Жозеф Пеља (САД) |

| 18. август 2016. 16:30 | Италија                                      | 8 : 10  | Србија          | Олимпијски стадион Судије: Георгиос Ставридис (ГРЧ), Данијел Флахив (АУС) |
| 18. август 2016. 16:30 | Резултати по четвртинама: 0-3, 2-3, 0-1, 6-3 |         |                 | Олимпијски стадион Судије: Георгиос Ставридис (ГРЧ), Данијел Флахив (АУС) |
| 18. август 2016. 16:30 | три играча по 2                              | Стрелци | три играча по 2 | Олимпијски стадион Судије: Георгиос Ставридис (ГРЧ), Данијел Флахив (АУС) |

### Утакмица за бронзану медаљу
| 20. август 2016. 13:00 | Црна Гора                                    | 10 : 12 | Италија   | Олимпијски стадион Судије: Борис Маргета (СЛО), Сергеј Наумов (РУС) |
| 20. август 2016. 13:00 | Резултати по четвртинама: 1:2, 3:3, 2:4, 4:3 |         |           | Олимпијски стадион Судије: Борис Маргета (СЛО), Сергеј Наумов (РУС) |
| 20. август 2016. 13:00 | Јановић 3                                    | Стрелци | Прешути 4 | Олимпијски стадион Судије: Борис Маргета (СЛО), Сергеј Наумов (РУС) |

### Утакмица за златну медаљу
| 20. август 2016. 17:50 | Хрватска                                     | 7 : 11  | Србија   | Олимпијски стадион Судије: Георгиос Ставридис (ГРЧ), Петер Молнар (МАЂ) |
| 20. август 2016. 17:50 | Резултати по четвртинама: 2:3, 1:3, 2:3, 2:2 |         |          | Олимпијски стадион Судије: Георгиос Ставридис (ГРЧ), Петер Молнар (МАЂ) |
| 20. август 2016. 17:50 | Сукно 3                                      | Стрелци | Мандић 4 | Олимпијски стадион Судије: Георгиос Ставридис (ГРЧ), Петер Молнар (МАЂ) |

| 2° место Хрватска | Олимпијски победник у ватерполу за мушкарце Србија 1° титула | 3° место Италија |